# Ministar vanjskih poslova Španjolske
Ministar vanjskih poslova Španjolske (špa.: Ministro de Asuntos Exteriores y de Cooperación) je jedno od najprestižnijih ministarskih dužnosti španjolske vlade, dok Ministar vanjskih poslova upravlja poslovima Ministarstva vanjskih poslova, Ministerio de Asuntos Exteriores y de Cooperación. Sjedište ministarstva je Palacio de Santa Cruz u Madridu. Najbliži suradnici Ministra vanjskih poslova su tri tajnika, Secretarios de Estado.
Stariji nazivi koji su rabljeni za Ministarstvo vanjskih poslova bili su Ministerio de Estado (1885. – 1939.) i Ministerio de Asuntos Exteriores (1939. – 2004).

## Popis ministara vanjskih poslova
- José María de Areilza 1975. – 1976.
- Marcelino Oreja Aguirre 1976. – 1980.
- José Pedro Pérez Llorca 1980. – 1982.
- Fernando Morán 1982. – 1985.
- Francisco Fernández Ordóñez 1985. – 1992.
- Javier Solana 1992. – 1995.
- Carlos Westendorp 1995. – 1996.
- Abel Matutes 1996. – 2000.
- Josep Piqué 2000. – 2002.
- Ana Palacio 2002. – 2004.
- Miguel Ángel Moratinos 2004. – 2010.
- Trinidad Jiménez 2010. – 2011.
- José Manuel G. Margallo 2011.-